# Branquinho da Fonseca
António José Branquinho da Fonseca (* 4. Mai 1905 in Laceiras, Gemeinde Pala, Mortágua, Portugal; † 7. Mai 1974 in Cascais, Portugal) war ein portugiesischer Schriftsteller. Er war als Lyriker, Erzähler, Novellist, Dramatiker und Übersetzer tätig und gilt als einer der bedeutendsten Vertreter der zweiten Literarischen Moderne in Portugal.

## Leben
Branquinho da Fonseca wurde im Distrikt Mortágua als Sohn des Schriftstellers Tomás da Fonseca und dessen Frau Clotilde de Madeira Branquinho geboren. Seine Schulzeit verbrachte er in Lissabon, um dann ein Studium der Rechtswissenschaften ab 1921 in Coimbra zu beginnen. 1925 gründete er zusammen mit Vitorino Nemésio und anderen die Literaturzeitschrift Triptico. Sein erstes Buch, der Gedichtband Poemas, erschien 1926. 1927 war er Mitbegründer und Mitdirektor der damals für ganz Portugal bedeutenden Literaturzeitschrift Presença, die als Vertretung der zweiten Literarischen Moderne in Portugal gilt. Seine Kollegen dort waren José Régio und João Gaspar Simões. Weitere Zeitschriftengründungen folgten, die bekannteste ist die mit Miguel Torga zusammen, Sinal, 1930.
Von 1935/1936 war er am Zivilgericht in Marvão, im nächsten Jahr in Nazaré in derselben Gerichtsform angestellt. 1941 bekleidete er ein Amt in der staatlichen Schifffahrtsverwaltung, das er bis 1943 innehatte. Dann folgte ein Wechsel an die Conde-de-Castro-Bibliothek in Guimarães, wo er als Konservator tätig war. Ab 1958 schließlich, bis zu seiner Pensionierung, war er bei der Gulbenkian-Stiftung für den Aufbau einer mobilen Bibliothek zuständig und damit der erste Direktor des mobilen Bibliothekswesens in Portugal, die Literatur als „rollende Bibliothek“ vor allem der Landbevölkerung zugänglich machen sollte.
Als Dramatiker hatte er das Pseudonym Antonio Madeira benutzt, als er in der Presença, seine Theaterstücke veröffentlichen ließ. Sein berühmtestes Werk in Portugal ist der Erzählband O Barão (Der Baron), der ins Norwegische übersetzt wurde und 2011 unter der Regie von Edgar Pêra verfilmt wurde. Als Übersetzer wurden von ihm vor allem Stendhal und Georges Duhamel ins Portugiesische übertragen. Der Literaturpreis Prémio Branquinho da Fonseca für Jugendliche und junge Erwachsene ist nach ihm benannt.
Verheiratet war er mit Maria Manuel Lima Jorge und hatte zwei Kinder, Maria und Tomás.
Branquinho da Fonseca starb in Cascais einige Tage nach der Nelkenrevolution, am 7. Mai 1974.

## Werk (Auswahl)
- Poemas, 1926, Lyrik.
- Posição de Guerra, 1928, Theaterstück.
- Mar Coalhado, 1932, Lyrik.
- Teatro I, 1939, Theaterstück.
- O Barão (Der Baron), 1942, Erzählband.
- Porta de Minerva, (Novellen), 1947.
- Mar Santo, 1952, Novellen.

## Verfilmungen
- 2007: Rio Turvo; R: Edgar Pêra, Werk: gleichnamige Erzählung von 1945
- 2011: O Barão; R: Edgar Pêra, Werk: gleichnamige Erzählung von 1942